# Hatoyama (Saitama)
Hatoyama (jap. 鳩山町, -machi) ist eine Stadt auf der japanischen Hauptinsel Honshū im Landkreis Hiki in der Präfektur Saitama.

## Geografie
Hatoyama liegt westlich von Sakado und Higashimatsuyama.

## Angrenzende Städte und Gemeinden
- Sakado
- Higashimatsuyama
- Ranzan
- Tokigawa
- Ogose
- Moroyama